# Championnat d'Éthiopie de football 2010-2011
Navigation
Saison précédente Saison suivante
La saison 2010-2011 du Championnat d'Éthiopie de football est la soixante-cinquième édition de la première division en Éthiopie, la National League. Elle regroupe, sous forme d'une poule unique, seize équipes du pays qui se rencontrent deux fois au cours de la compétition, à domicile et à l'extérieur. À l'issue de la saison, afin de permettre le passage du championnat de 16 à 14 équipes, les quatre derniers du classement sont relégués et remplacés par les deux meilleurs de deuxième division. 
C'est le club d'Ethiopian Coffee qui remporte le championnat cette saison, après avoir terminé en tête du classement final, avec un seul point d'avance sur le triple tenant du titre, Saint-George SA et trois sur Dedebit FC. Il s'agit du second titre de champion d'Éthiopie de l'histoire du club après celui remporté en 1997.

## Les clubs participants
| - EEPCO - Fincha Sugar FC - Promu de D2 - Ethiopian Coffee - Awassa City FC - Dedebit FC - Adama City - Defence Force SC - Sidama Bunna FC | - Nyala SC - Promu de D2 - Dire Dawa City FC - Sebeta City FC - Harrar Beer Botling FC - Commercial Bank of Ethiopia SA - Saint-George SA - Muger Cement FC - Trans Ethiopia FC |

## Compétition
Le barème de points servant à établir les classements se décompose ainsi :
- Victoire : 3 points
- Match nul : 1 point
- Défaite : 0 point

### Classement
| Rang | Équipe                         | Pts | J  | G  | N  | P  | Bp | Bc | Diff |
| ---- | ------------------------------ | --- | -- | -- | -- | -- | -- | -- | ---- |
| 1    | Ethiopian Coffee               | 61  | 30 | 17 | 10 | 3  | 52 | 28 | +24  |
| 2    | Saint-George SA'T'C            | 60  | 30 | 17 | 9  | 4  | 44 | 16 | +28  |
| 3    | Dedebit FC                     | 58  | 30 | 18 | 4  | 8  | 62 | 29 | +33  |
| 4    | Sidama Bunna FC                | 53  | 30 | 13 | 14 | 3  | 32 | 16 | +16  |
| 5    | Defence Force SC               | 53  | 30 | 15 | 8  | 7  | 52 | 37 | +15  |
| 6    | Awassa City FC                 | 41  | 30 | 10 | 11 | 9  | 39 | 36 | +3   |
| 7    | Adama City                     | 39  | 30 | 10 | 9  | 11 | 30 | 39 | -9   |
| 8    | Muger Cement FC                | 37  | 30 | 10 | 7  | 13 | 24 | 30 | -6   |
| 9    | Harar Beer Botling FC          | 36  | 30 | 7  | 15 | 8  | 27 | 26 | +1   |
| 10   | EEPCO                          | 36  | 30 | 9  | 9  | 12 | 35 | 35 | 0    |
| 11   | Commercial Bank of Ethiopia SA | 36  | 30 | 9  | 9  | 12 | 33 | 39 | -6   |
| 12   | Dire Dawa City FC              | 36  | 30 | 10 | 6  | 14 | 25 | 41 | -16  |
| 13   | Trans Ethiopia FC              | 35  | 30 | 9  | 8  | 13 | 29 | 41 | -12  |
| 14   | Sebeta City FC                 | 34  | 30 | 9  | 7  | 14 | 30 | 37 | -7   |
| 15   | Nyala SCP                      | 22  | 30 | 5  | 7  | 18 | 30 | 57 | -27  |
| 16   | Fincha Sugar FCP               | 11  | 30 | 0  | 11 | 19 | 15 | 52 | -37  |

|  | Qualification pour la Ligue des champions de la CAF 2012                                |
|  | Qualification pour la Coupe de la confédération 2012                                    |
|  | Relégation directe en deuxième division                                                 |
|  | T : Tenant du titre C : Vainqueur de la Coupe d'Éthiopie P : Promu de deuxième division |

## Bilan de la saison
| Championnat d'Éthiopie de football 2010-2011 |                             |
| Champion                                     | Ethiopian Coffee (2e titre) |
| Coupes et trophées                           |                             |
| Vainqueur de la Coupe d'Éthiopie 2010-2011   | Saint-George SA             |
| Qualifications continentales                 |                             |
| Ligue des champions de la CAF 2012           | Ethiopian Coffee            |
| Coupe de la confédération 2012               | Saint-George SA             |
| Promotions et relégations                    |                             |
| Promus en National League                    | Arba Minch Textile FC       |
| Promus en National League                    | Air Force FC                |
| Relégués en Second League                    | Trans Ethiopia FC           |
| Relégués en Second League                    | Sebeta City FC              |
| Relégués en Second League                    | Fincha Sugar FC             |
| Relégués en Second League                    | Nyala SC                    |